# 775 до н. е.

## Події
Салманасар IV здійснив похід на захід, в «гори кедра» (Ліван або Аман), проте ліквідувати урартську загрозу з цієї сторони так і не зміг.